# Albert Woerther
Albert Woerther (1920-1971) fut, pendant la Seconde Guerre mondiale, un agent du service secret britannique Special Operations Executive.

## Identités
- État civil : Albert Victor Woerther
- Comme agent :
  - nom de guerre : « Justin »
  - Nom de code opérationnel : WOODCUTTER (en français BÛCHERON)
  - Autres pseudos : André, Pilule

Parcours militaire : SOE, section F ; grade : lieutenant.

## Éléments biographiques
Albert Woerther naît le 18 février 1920 à Strasbourg.
Après l'évacuation de la population frontalière vers la Haute-Vienne, titulaire du bac philo, il commence des études de médecine de novembre 1939 à mai 1940 à l'école de médecine de Limoges. Il est ensuite successivement mobilisé dans l'armée française, prisonnier des Allemands qui le démobilisent comme Volksdeutscher, puis de retour en Alsace. Il s'inscrit à l'université de Heidelberg, où il poursuit ses études de médecine de novembre 1940 à juillet 1941, puis à l'université de Strasbourg, rouverte par l'occupant, de novembre 1941 à juillet 1942. Il refuse d'être incorporé au service du travail du grand Reich (Reichsarbeitsdienst), s'évade d'Alsace, passe la ligne de démarcation et rejoint l'université de Strasbourg repliée à Clermont-Ferrand. Dès son arrivée, il entre dans le mouvement Franc-Tireur et participe au plasticage du siège du PPF de Vichy.
Il est arrêté le 14 décembre 1942, et incarcéré à Clermont-Ferrand, puis à Cusset (près de Vichy) et finalement à la prison Saint-Paul à Lyon. Le tribunal d'état de Lyon, siégeant à huis clos sous la présidence de Joseph Darnand les 23 et 24 juillet 1943, le condamnent à dix ans de travaux forcés. De Lyon, il est transféré à la centrale d'Eysses à Villeneuve-sur-Lot.
Le 3 janvier 1944, avec 53 autres prisonniers, il s’évade de nouveau, traverse les Pyrénées à pied, passe par l’Espagne, et atteint l'Angleterre le 8 mars 1944.
Recruté par le SOE, il est formé dans les Special Training Schools. Il est volontaire pour une mission en France.
Mission
Définition de la mission : monter et diriger le réseau WOODCUTTER, en Lorraine. Il apporte de l’argent au réseau MASON.
Il est parachuté, dans la nuit du 18 au 19 juillet 1944, sur les hauteurs de La Rochepot (Côte-d'Or), non loin de Chagny. Le parachutage et la récupération du matériel s’effectuent sans encombre. Mais l’arrivée de « Justin » n’en fut pas moins mouvementée : une dénonciation a conduit à la déportation des épouses du chef du groupe chagnotin et de son adjoint, et à la destruction totale des biens de ce dernier. Mais grâce à la sagesse de l’équipe d’accueil, les dégâts furent contenus.
Le service homologue huit opérateurs radio formés par Marcel Jaurant-Singer à Chagny et lui adjoint l'un d'eux, Armand Bouvier « Tactful ».
Dès la libération, il reprend ses études de médecine à la faculté de Nancy, où il soutient sa thèse en 1947.
Après la guerre, Albert Woerther s’établit médecin en Lorraine.
Il décède le 12 mai 1971 à Vic-sur-Seille.

## Reconnaissance

### Distinctions
- Royaume-Uni : Military Cross,
- France : Croix de guerre 1939-1945, Médaille de la Résistance, Médaille militaire.